# 罗伯特·穆德
罗伯特·穆德（Robert Mood，1958年12月8日－ ）是一名挪威少将，是联合国停战监督机构的负责人。2012年他担任联合国叙利亚监督团团长。

## 个人生活
他生于挪威泰勒马克郡的海岸小镇克拉格勒。他家人是19世纪来自瑞典的移民。他有一个姐姐和一个妹妹。他的家人经常从事航海、打猎、爬山等自然活动。他从小就梦想在退休以后能在一艘古老的帆船上自由生活。
他的妻子是Eva Tverberg，一位来自卑爾根的法学家与官员，两人育有一个儿子（2009年5月7日出生）。
他毕业于军事学院，并具备了一些外交技能，为人风趣机智。
他不认为自己是个基督徒，更自认为是个人本主义者。
在接受NRK采访时他表示，他将歌剧比喻为自己的工作，“ 一部好的歌剧总是能够可以融化各种困难的元素，最终让人印象深刻。”

## 军事训练
- Infantry non-commissioned officers school (1978)[11]
- 挪威军事学院 (1983)[11]
- Army Staff School (1990)[11]
- Army Staff School II (1993)[11]
- 北约防务学院[11][1]
- 美国海军陆战队大学 (军事学)[12]
- USMC School of Advanced Warfighting[11]